# San Clemente de César
César (llamada oficialmente San Clemente de Cesar) es una parroquia y un lugar del municipio español de Caldas de Reyes, en la provincia de Pontevedra, Galicia.

## Toponimia
La parroquia también es conocida por el nombre de San Clemente P. de Cesar.

## Historia
Hacia mediados del siglo XIX, la parroquia, ya por entonces perteneciente a Caldas de Reyes, tenía contabilizada una población de 774 habitantes. Aparece descrito en el sexto volumen del Diccionario geográfico-estadístico-histórico de España y sus posesiones de Ultramar de Pascual Madoz con las siguientes palabras:

CESAR (San Clemente de): felig. en la prov. de Pontevedra (3 1/2 leg.), part. jud. y ayunt. de Caldas de Reyes (1), dióc. de Santiago (4): sit. en terreno desigual, donde la combaten principalmente los aires del N. y S.: el clima es sano, pues no se padecen mas enfermedades comunes que algunas fiebres y constipados. Tiene 165 casas repartidas en el l. de su nombre y en los de Cesariños, Baltar, Casaldrago, Faramontans, Iglesia, Riboeias y Souto: escuela de primeras letras frecuentada por 60 niños, y dotada con 1,100 rs. anuales, cuyo establecimiento se halla en la casa, que en tiempos ant. fué la consistorial ó del ayunt. y coto del nombre de esta felig.; y otra escuela á la cual asisten 20 niñas, cuya maestra no tiene dotacion de fondos comunes. La igl. parr. dedicada á San Clemente está servida por un cura de provision ordinaria en concurso. Hay tambien una ermita en el l. de Souto con la advocacion de Sta. Rita, la que ninguna particularidad ofrece. Confina el term. N. felig. de Janza; E. Carracedo y Estacas; S. San Andres de Cesár, y O. Sietecoros. Al S. del monte Calvo en el l. de Cesár, hay un castro, ó sea una altura con señales de ant. fortificacion, la cual se ignora si fué templo de los Celtas, ó plaza de defensa. Dicho monte se encuentra únicamente poblado de robles, arbustos y mata baja, y desde su cumbre se divisa todo el part. jud., casi todo el de Cambados y hasta el de Padron (prov. de la Coruña). El terreno se compone de montes mas ó menos elevados, entre los que hay algunos valles de buena calidad, que se riegan con las aguas de varias fuentes, y del r. Bermaña que naciendo en el monte de Bragaña curza por esta felig. de E. á O., la separa de la de Carracedo, y continúa á la v. de Caldas. Los caminos son locales, atravesando tambien el que por Baños de Cuntis dirije á Santiago, y el de la de Estrada á Villagarcia. El correo se recibe de Caldas. prod.: trigo, centeno, maiz, lino, judías, algun vino de inferior calidad, toda clase de frutas; algun arroz, cuyo reciente cultivo y el de la morera Multicauli, se debe al actual cura párroco: mantiene ganado vacuno, de cerda, lanar y cabrio: hay caza de liebres, conejos y perdices, y pesca de esquisitas truchas. ind.: ademas de la agricultura se cuentan algunos molinos harineros de poca importancia. pobl.: 175 vec., 774 alm. contr. con su ayunt. (V.). En el l. que da nombre á esta parr. habrá unos 16 años se esperimentó un hundimiento de tierra hasta unos 20 pies de profundidad, de donde resultaron escombros negros, que confirmaron la tradicion de que dicho l. fué antiguamente v. y que desapareció.
(Madoz, 1847, p. 367)

## Organización territorial
La parroquia está formada por diez entidades de población:
- Asar
- Baltar
- Campelo
- Casaldrago
- Cesar
- Cesariños
- Faramentáns (Faramontáns)
- Iglesia (A Igrexa)
- Ribocias (As Ribocias)
- Souto	(O Souto)

## Demografía

### Parroquia
| Gráfica de evolución demográfica de César (parroquia) entre 2000 y 2023 |
|                                                                         |
| Datos según el nomenclátor publicado por el INE.                        |

### Lugar
| Gráfica de evolución demográfica de Cesar (lugar) entre 2000 y 2023 |
|                                                                     |
| Datos según el nomenclátor publicado por el INE.                    |

## Patrimonio
- Iglesia de San Clemente.[9]